# Ґеорґ Бруннер
Ґеорґ Бруннер (нім. Georg Brunner, 15 грудня 1897 — 16 листопада 1959) — німецький хокеїст на траві.
Бронзовий призер Олімпійських Ігор 1928 року.